# Macropipus tuberculatus
Macropipus tuberculatus, conosciuto comunemente come granchio tubercolato, è un crostaceo decapode della famiglia Polybiidae.

## Habitat e distribuzione
Oceano Atlantico orientale, Isole Britanniche e Norvegia, Mar Mediterraneo. Comune su fondali sabbiosi tra gli 80 e i 400 metri di profondità, ma talvolta anche a quote più modeste fino a pochi metri.

## Descrizione
Carapace di colore rosato o bruno chiaro, chele sottili ma molto taglienti.

## Comportamento
Normalmente vive insabbiato; se disturbato è in grado muoversi molto velocemente e anche di nuotare grazie all'ultima coppia di zampe posteriori, modificate in pinne.